# Louiseania
Louiseania là một chi thực vật có hoa trong họ Hoa hồng.